# 香港特別行政區成立周年紀念煙花匯演
香港特別行政區成立周年紀念煙花匯演（英語：HKSAR Establishment Anniversary Fireworks Display），香港簡稱為回歸煙花匯演，是香港特別行政區政府為慶祝其成立周年紀念所舉辦的一項節慶活動，自1997年至2017年期間，每五年舉辦一次。

## 歷史
「回歸煙花匯演」的歷史可追溯至1997年，當時香港明天更好基金聯同34家商業機構聯合贊助7月1日的維港大匯演，耗資高達一億港元，結合煙花匯演、花艇巡遊、雷射激光及水柱等元素，而在維港海中心，更架設了一個巨型發光「東方之珠」激光球。但香港自主權移交後，由於受亞洲金融風暴所帶來的經濟不景氣所影響，致使後來沒有機構願意耗資贊助煙花匯演。即使於2002年（特區成立五周年）時，政府幾乎要以公帑贊助煙花匯演，幸後來得到香港青年聯會七名委員贊助，才能成功舉行。及後香港經濟復甦，使2007年特區成立十周年的煙花贊助情況踴躍，並首次融合「幻彩詠香江」一同舉行。
基於2019冠狀病毒，及香港仍然實施《禁止群組聚集規例》，故香港特別行政區政府將不會於2022年舉行「特區成立25週年煙花匯演」。

## 各年介紹

### 1997年
1997年7月1日，為慶祝香港特別行政區成立，維港舉行大匯演，名為「香港九七萬丈光芒慶回歸」。
大匯演程序：
東方之珠：稱頌香港在國際間享有的高度聲譽，使用燈光、水波及音樂互相配合。
花艇巡遊：優美的花燈載在花艇上飄揚海上，帶引觀眾進入中國傳統文化的境界中。三十一艘特別製造及佈置的花艇，象徵了快樂、幸運及和平。這亦是大匯演中佔時間最長和最隆重的一個環節，歷時四十分鐘。
城市光輝：表現香港現代化一面，突顯城市活力，配合數碼科技及光纖效果製造視覺新感受，在激光、射燈及霓虹光照耀下，確認香港的不平凡地位。
回歸之橋：由東到西，從古至今，中國到香港，全城共慶。在譚盾的「和平之歌」襯托下，躉船在海港中央會合，形成一條象徵連接中港兩地的橋樑。
這一項目引入：
全民同慶：香港最大型的煙花匯演在海港爆發。音樂與光芒結合起來，為香港及世界的成就以及人民歡呼喝采，象徵香港以至全世界的團結與喜悅。

### 2002年
2002年的煙花匯演以「燃點青春耀香江」為題，於2002年7月1日(星期一)香港時間晚上八時於維多利亞港上空舉行。是次煙花匯演由香港青年聯會贊助，匯演耗資400萬港元，並由3艘躉船及8艘浮船發放共3萬枚煙花彈，共分11幕，歷時23分鐘30秒。
十一幕煙花詳情如下：
| 幕次                                          | 時間              | 配樂                  |
| 第1幕：天地初開，山動地搖                     | 20:00:00-20:01:42 | Carmina Burana        |
| 第2幕：清末民初                               | 20:01:42-20:03:16 | The Last Emperor      |
| 第3幕：鴉片戰爭                               | 20:03:16-20:03:42 | Opium War             |
| 第4幕：香港成為英國殖民地                     | 20:03:42-20:04:56 | Pomp and Circumstance |
| 第5幕：香港六十年代，英國文化入侵             | 20:04:56-20:06:21 | Can't Buy Me Love     |
| 第6幕：香港七十年代                           | 20:06:21-20:08:51 | 獅子山下              |
| 第7幕：香港八十年代                           | 20:08:51-20:11:10 | 英雄出少年            |
| 第8幕：香港九十年代                           | 20:11:10-20:14:03 | 男兒當自強            |
| 第9幕：香港青年聯會會歌寓意香港青年的愛國熱忱 | 20:14:03-20:16:30 | 我們青年人            |
| 第10幕：香港九七回歸                          | 20:16:30-20:19:03 | 跑馬地                |
| 第11幕：回歸祖國五周年                        | 20:19:03-20:23:30 | 黃河協奏曲            |

### 2007年
2007年的煙花匯演名為「幻彩詠香江暨煙花匯演」，以「火樹銀花慶回歸 香江十載萬象新」為題，於2007年7月1日（星期日）香港時間晚上八時於維多利亞港上空舉行。是次煙花匯演由香港各界慶典籌備委員會、英皇集團、世茂房地產、世界傑出華人基金會及香港廣東社團總會聯合贊助，耗資1,600萬港元。先由「幻彩詠香江」掀起序幕，並由4艘躉船發放共31,888枚煙花彈，共分10幕，歷時23分鐘。

### 2012年
2012年的煙花匯演名為「慶祝香港特別行政區成立15周年煙花匯演」，在2012年7月1日（星期日）於香港時間晚上八時在維多利亞港上空舉行。是次煙花匯演由香港中華總商會獨家贊助，耗資800萬港元，主題是「璀璨傳奇 再創輝煌」。本年煙花匯演加入新元素，包括首度安排5艘躉船發放5萬枚煙花，首次癹放「HK十五」字樣的煙花，及在港島9幢商業大廈的樓頂包括：新鴻基中心、中環廣場、合和中心、夏愨大廈、中信大廈、金鐘道政府合署、長江集團中心、香港滙豐總行大廈及怡和大廈同步加設煙火匯演。本年煙花匯演的幕次及內容介紹如下：
| 幕次                                                              | 時間              | 內容介紹 | 備註                                                           |
| 第1幕：璀璨傳奇 配樂：難忘時刻                                    | 20:00:00-20:02:28 | 今年是香港回歸祖國15 周年，多年來香港人始終如一，憑着堅毅不撓的精神邁步向前。美麗的維多利亞港旁，樓頂煙火發放倒數10 至1，隨即爆發15 秒開幕高潮，為慶祝回歸15 周年煙花匯演展開序幕。此刻夾道歡迎的拉手及蝴蝶形煙花在空中飛舞，維港上空分別向九龍及香港各展示12 次“HK十五”字樣，伴隨璀璨奪目的“洋紫荊”及“金色柳時雨”，訴說着一個精彩無比的香港傳奇故事。 |                                                                |
| 第2幕：東方之珠 配樂：蚌的啟示                                    | 20:02:29-20:05:18 | 百多年前，香港只是位於中華大地南隅的一個平凡小漁村，全賴社會各界齊心協力，才能蛻變成為今天大放異彩的活力城市。紫紅、橙、紫及罕有的藍色大麗花、鐵樹煙花在高空燦爛綻放，象徵香港這顆東方之珠繼續發光發亮。因為我們相信，“攜手可創造光芒，齊心關注定破浪”！                                                                                               |                                                                |
| 第3幕：共建家園 配樂：阿凡達                                      | 20:05:19-20:07:01 | 《阿凡達》的納美族人珍視家園─潘多拉星球，香港人同樣珍惜、愛護我們這個由先輩努力奮鬥建立起來的家園。五彩繽紛的菊球煙花在空中競相盛放，銀棕櫚煙花在海面徐徐湧現，與摩天樓頂煙火互動，寓意對未來的美好憧憬。 |                                                                |
| 第4幕：心繫祖國 配樂：Dance of Sarasvati/ El Condor Pasa          | 20:07:02-20:09:38 | 遊子在外，總是思念家鄉。海內外華人在世界不同領域奮鬥拚搏，但縈繞內心仍是一股濃濃的家國情。輕柔舒徐的蒲公英煙花隨風飄揚，伴以閃閃發亮的遊星煙花，盛載着五湖四海的炎黃子孫對祖國的思念和祝福。 | Dance of Sarasvati曾為亞洲電視節目《尋找他鄉的故事》之主題音樂 |
| 第5幕：歡慶團圓 配樂：天天月圓                                    | 20:09:39-20:11:46 | 香港與祖國“縱有百年分散，但有割不斷的源”，花好月圓正是相聚好時節。如潮湧的大圓球菊花、櫻花銀嚮樹、半紅半綠、菊芯煙花在維港夜空密集發放，全國人民同賀香港與祖國團圓的大喜日子。 |                                                                |
| 第6幕：擁抱夢想 配樂：稻香                                        | 20:11:47-20:13:48 | 香港人以務農者刻苦堅忍的精神，為建設香港默默耕耘。整幕煙花以金色為主，壯闊的大錦冠和金爍爍煙花如陽光映照下的稻穗，萬紫千紅的霹靂霞草冠、銀旋菊煙花交錯其中，灑遍大地。辛勤耕耘獲得了豐碩成果，勉勵大家堅持夢想、擁抱夢想。 |                                                                |
| 第7幕：中西薈萃 配樂：Handel's Sarabande/Celtic Kittens/Explosive | 20:13:49-20:16:49 | 中西文化匯聚的香港，傳統與現代渾然融合，成為獨一無二的亞洲國際都會。在閃亮的大錦冠菊花帶紅拉手煙花襯托下，“雙色子母彈”與“金閃棕櫚樹”在晚空爭相迸發，與樓頂煙火相互輝映，象徵多姿多采、朝氣蓬勃的香港。 |                                                                |
| 第8幕：攜手共容 配樂：我和你/Imagine                              | 20:16:50-20:20:11 | 中華民族崇尚和平友愛，包容共濟，與世界各地民族融和發展，追尋理想新世界。彩色大閃爍煙花在天空中徐徐下降，“銀閃瀑布”與“水色牡丹” 互相輝映，照亮了多元香港，也照亮地球村的每個角落。 |                                                                |
| 第9幕：再創輝煌 配樂：明天會更好                                  | 20:20:12-20:23:30 | 在鼓舞人心的歌聲中，維港上空綻放出艷麗璀璨的高密度煙花，加速發放的“紅太陽”及“紅波浪”，由海面層層推進至高空，營造澎湃洶湧的氣勢，將匯演推向高潮。香港中華總商會和全港市民一起，祝願香港繁榮穩定，攜手譜出更輝煌的未來。 |                                                                |

### 2017年
2017年7月1日晚上8時，維多利亞港將舉行「慶祝香港特別行政區成立20周年煙花匯演」，以「歡慶回歸二十載，早着新機創未來」為題。今次煙花匯演由香港廣東社團總會、香港中國商會、中滔環保集團有限公司及飛達帽業控股有限公司聯合贊助。匯演全長23分38秒，共分為8幕，將在5艘躉船發放39,888枚煙花。主辦單位今次在會展外牆裝設LED螢幕，按每幕煙花的主題打出「互助」、「童真」及「Dream」等字句及「波板糖」、「駱駝」等動畫。主辦單位亦首次在會展裝上100支光束燈，營造立體3D光影效果。是次煙花匯演贊助金額達1,200萬元。
| 幕次                                                           | 時間              | 內容介紹 | 備註 |
| 第1幕：香港我家 配樂：香港‧我家 原唱：群 星                    | 20:00:00-20:03:10 | 二十秒開幕式煙花大匯演為今次匯演打響頭炮，緊接發放紅色「中國HK」字樣、紅色「20」數字、代表香港的「紫荊花」圖案，由1997年至2017年綻放的紫荊花見證香港特別行政區成立20周年，亦代表香港是一個擁有多元文化及意見的國際大都會，大家都互相尊重，互相融合，成就一個更美好的香港。                                                                                               |      |
| 第2幕：和衷共濟 配樂：獅子山下 原唱：羅 文                     | 20:03:16-20:06:45 | 第二幕讓大家一同回顧七十年代中香港人怎樣攜手踏破崎嶇的日子。維港上空會打出72個紅色「心形笑臉」造型煙花，大家會首先看見笑臉，接着再看見心形，象徵着一種香港精神。是次煙花匯演首次使用一枚禮花彈先後完成笑臉及紅心變換，就是這一種正面態度，用心敢做，成就72行行行出狀元。七十年代的香港民風樸素，生活艱苦，但大家都擁有同舟共濟﹐互勵互勉的精神於獅子山下為理想一起奮鬥。 |      |
| 第3幕：奮發自強 配樂：男兒當自強 原唱：林子祥                  | 20:06:51-20:09:30 | 第三幕帶大家回到八十年代，當時的香港處於陶醉功夫電影的熱潮中，各色各類的功夫電影猶如雷電炮響般團結，可以凝聚能量。當中最為人津津樂道的當然是《李小龍》，維港上空會打出比「李三腳」更勁風的追逐煙花。為了理想不斷拼搏，正正道出背景音樂《男兒當自強》，同時在維港海面打出『ＷＩＮ』的英文字樣互相配合。                                                                   |      |
| 第4幕：永不言棄 配樂：千個太陽 原唱：葉德嫻、陳潔靈            | 20:09:37-20:12:33 | 第四幕表達友誼就是人生不可或缺的一環，將千個太陽溫暖在心，緊扣一起的「環形」煙花在高空上綻放，而「銀色牡丹」煙花就好像千個太陽一樣照亮每一個維多利亞港兩岸觀眾的心。 |      |
| 第5幕：攜手同行 配樂：陪我長大 原唱：容祖兒                    | 20:12:40-20:15:12 | 第五幕細說香港這顆美麗的東方之珠陪伴着大家一起成長的點滴故事。第五幕除了發放模仿蝴蝶飛舞及波板糖造型的煙花外，會展玻璃幕牆的LED螢幕還會投射出「波板糖」、「搖馬仔」、「氣球」及「小朋友手拖手」的動畫。設計者希望透過第五幕提醒大家做好環境保育，將最美好的香港留給下一代。                                                                                              |      |
| 第6幕：燦爛明天 配樂：Another Day of Sun 原唱：La La Land Cast | 20:15:19-20:18:11 | 只要心存希望每天都是晴天。香港是個中西合璧的大都會，「旋龍」在高空上旋轉，鼓舞飛揚。「游星」、「哨音」這類煙花效果就好像小朋友好奇探索新事物，就是這一種追求進步的精神，將會為香港打開更美好的未來，迎接更多個十年、二十年。 |      |
| 第7幕：絲路圓夢 配樂：絲路之旅                                 | 20:18:18-20:20:47 | 一帶一路就是國家經濟發展新路向，香港身處其中，把握這個機會就可以享受到豐碩的成果。絲綢之路既實地又美麗，以「彩色閃爍垂柳」將從古至今的精彩故事娓娓道來，而「彩色變幻球」則比喻中國帶動各國，聯手創造一帶一路，延續古時候的夢想。 |      |
| 第8幕：黃河奔騰 配樂：黃河協奏曲                               | 20:20:55-20:23:38 | 來到煙花匯演尾聲，我們炎黃子孫與不同國家的人均視香港為家。一首黃河協奏曲—方式、韻味、禮花彈及「金色牡丹」將大家的激情融合為一體，成為穩健的基石，成功落實一國兩制。最後23秒發放二百發「超級禮炮」慶祝香港特別行政區成立20周年，祝願我國繁榮昌盛，香港人人常歡笑。 |      |

是次煙花匯演，除香港無線電視翡翠台播出外，ViuTV亦有以特備新聞節目形式播映由NowTV新聞部於尖沙咀文化中心所製作的現場直播節目並同步播映，但不設旁述。

### 2022年
原定於2022年7月1日在香港舉辦的2022香港特別行政區成立25週年政府換屆煙花匯演，基於2019冠狀病毒病，限聚令仍然生效，加上近日有多個感染群組浮現，港府研判後宣布停辦，但仍呈獻旅發局「幻彩詠香江」特別版，以光影表演閃耀維港，形式貼近過去的2021年跨年倒數活動。

## 現場直播
一般情況下，香港無線電視翡翠台將在煙花匯演舉行期間作現場直播，並由電視台藝員擔任節目主持以作旁述，而多家收費電視台亦會在新聞直播頻道中作現場直播，但不設旁述，香港電台第四台亦會同步播出煙花匯演之背景音樂。

## 相關
- 香港慶祝中華人民共和國國慶煙花匯演
- 香港同胞慶祝中華人民共和國成立文藝晚會
- 香港賀歲煙花匯演